# Bestuurlijke indeling van het Verenigd Koninkrijk

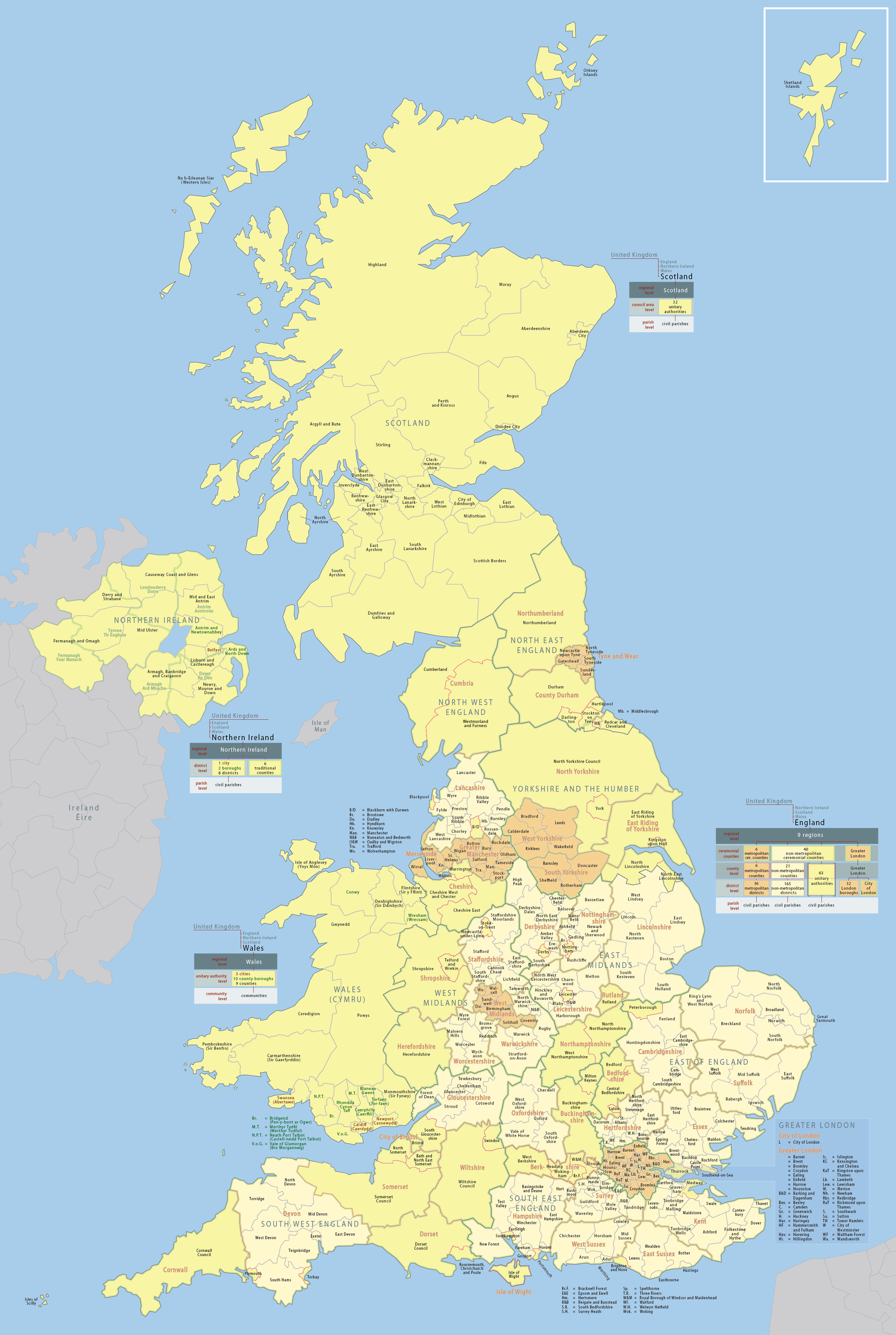
De indeling van het Verenigd Koninkrijk

De bestuurlijke indeling van het Verenigd Koninkrijk kent naast de centrale overheid verschillende bestuurslagen, die per land kunnen verschillen.
In de eerste plaats is het Verenigd Koninkrijk verdeeld in vier landen (countries) met een verschillende mate van zelfstandigheid. Zo kennen Schotland, Wales en Noord-Ierland een eigen parlement en een eigen regering, terwijl Engeland die instituties niet kent. Engeland is in tegenstelling tot de andere landen wel verdeeld in regio's, maar die vervullen geen bestuurlijke rol.

## Bestuurlijke indeling van Engeland

Counties en Unitary authorities

Engeland kent in beginsel twee bestuurslagen met als bijzonderheid dat in een deel van het land deze lagen in één organisatie zijn ondergebracht. Daarnaast bestaat de mogelijkheid dat op lokaal niveau civil parishes zijn ingericht. Hierbij kan een parish ook aangeduid zijn als Town, Village, Neighbourhood of Community.
Engeland kent als hoogste bestuurslaag de graafschappen (Counties). Hiervan bestaan in principe twee verschijningsvormen:
1. de 6 Stedelijke graafschappen (Metropolitan counties), verder verdeeld in Metropolitane Boroughs (Metropolitan Borough).
  - De graafschappen hebben geen eigen bestuursorganen meer, dat is overgelaten aan de samenwerkende raden van de Metropolitane Boroughs (joint boards).
  - De metropolitane boroughs kennen als bestuursorgaan de Metropolitane Boroughraad (Metropolitan Borough Council)
    - De stedelijke graafschappen zijn: Greater Manchester, Merseyside, South Yorkshire, Tyne and Wear, West Midlands en West Yorkshire.
2. de landelijke graafschappen (Shire counties), verder verdeeld in steden (met districtsstatus) en landelijke districten, aangeduid als Stad ('"City) of District.
  - De steden en districten kennen als bestuursorgaan de Stadsraad of Districtsraad (City Council, District Council)
  - De graafschappen kennen als bestuursorgaan de Graafschapsraad (County Council).
    - De niet-stedelijke graafschappen zijn: Buckinghamshire, Cambridgeshire, Cumbria, Derbyshire, Devon, Dorset, East Sussex, Essex, Gloucestershire, Hampshire, Hertfordshire, Kent, Lancashire, Leicestershire, Lincolnshire, Norfolk, Northamptonshire, North Yorkshire, Nottinghamshire, Oxfordshire, Somerset, Staffordshire, Suffolk, Surrey, Warwickshire, West Sussex, Worcestershire

Daarnaast zijn er nog twee uitzonderingen. Ten eerste is de City of London is een sui generis-graafschap. Ten tweede is de stad Bristol "city and county", wat betekent dat deze stad tegelijkertijd ook een graafschap is.
Verder zijn er nog unitary authorities, dit begrip kan voor verwarring zorgen, omdat ze vaak als synoniem gebruikt worden voor graafschap, dit is echter niet het geval. Een unitary authority is een gebied met in principe één lokaal bestuur. Meestal zijn dit (stads)districten van een graafschap, die autonomie hebben gekregen, ze vallen echter wel o.a.onder de lord lieutenant van het graafschap waarin zij liggen. 
Graafschappen die geen districten (meer) hebben worden ook unitary authority genoemd. In Berkshire zijn alle 6 districten omgevormd tot unitary authorities, Het graafschap Berkshire heeft dus geen eigen bestuur meer, maar wel een lord lieutenant. 
- - De Unitary authorities zijn: Bath and North East Somerset, Bedford Blackburn with Darwen, Blackpool, Bournemouth, Brighton and Hove, Central Bedfordshire, Bristol, Cheshire East, Cheshire West and Chester, Cornwall, Derby, Darlington, Durham, East Riding of Yorkshire, Halton, Hartlepool, Herefordshire, Isle of Wight, Kingston upon Hull, Leicester, Luton, Medway Towns, Middlesbrough, Borough of Milton Keynes, North East Lincolnshire, North Lincolnshire, North Somerset, Northumberland, Nottingham, Peterborough, Plymouth, Poole, Portsmouth, Redcar and Cleveland, Rutland, Shropshire, Southampton, Southend-on-Sea, South Gloucestershire, Stockton-on-Tees, Stoke-on-Trent, Swindon, Telford and Wrekin, Thurrock, Torbay, Warrington, Wiltshire, York. Hiermee vergelijkbaar zijn Isle of Wight en de districten van Berkshire.
  - De Scilly-eilanden (Cornwall) zijn een sui generis unitary authority.

Daarnaast is Groot-Londen (Greater London) zowel een regio (de enige bestuurlijke- in Engeland) alswel een graafschap, met een eigen vergadering (Assembly) en burgemeester (Mayor).

## Bestuurlijke indeling van Schotland

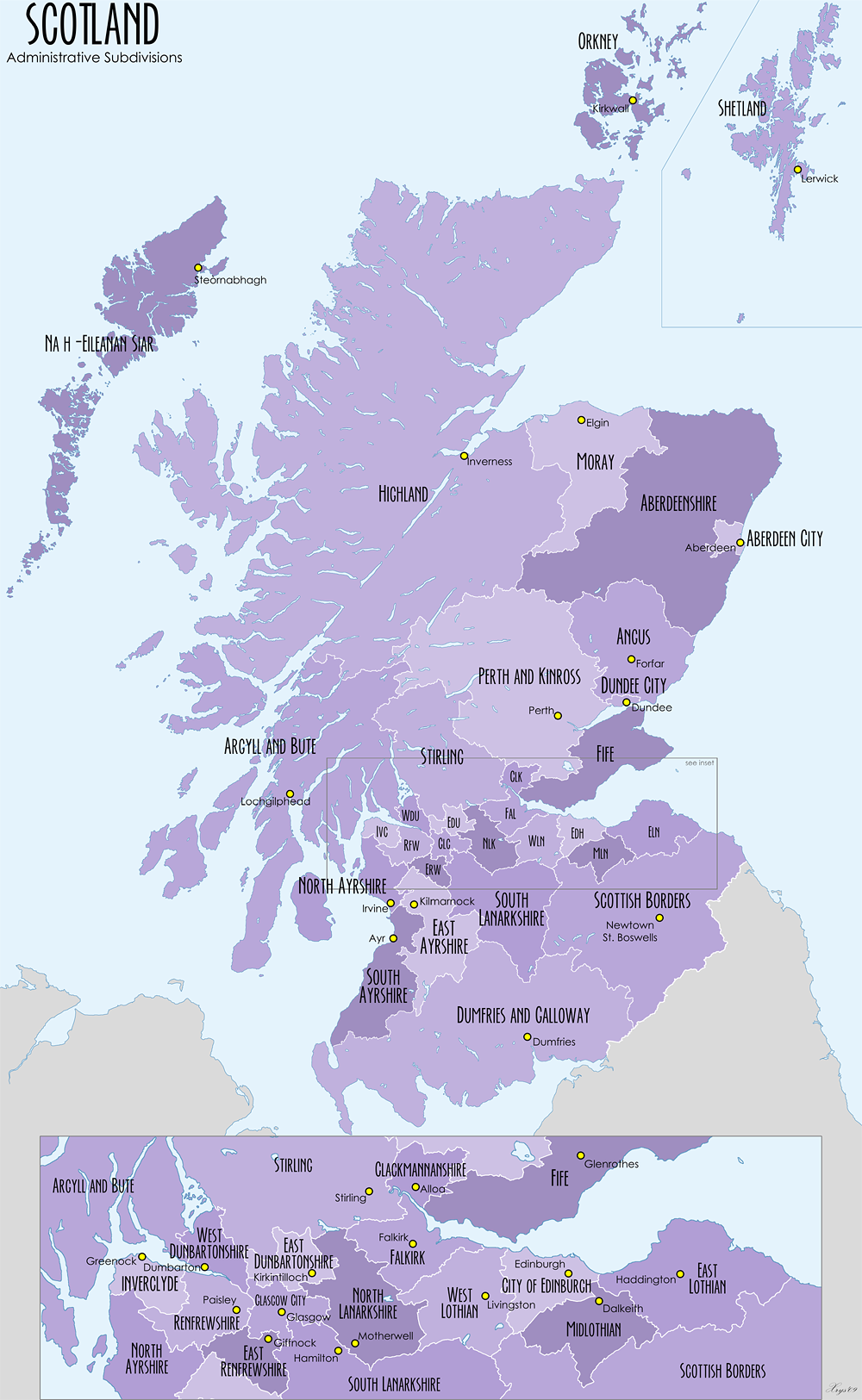
Raadsgebieden

De bestuurlijke indeling van Schotland kent naast de Schotse overheid een tot twee bestuurslagen. Enerzijds bestaan de Raadsgebied (Council area/Comhairlean) die verder zijn verdeeld in Gemeenschappen (Community Council Area) en anderzijds bestaan de Raadsgebieden die samengesmolten zijn met steden, de (Council area/City resp. Comhairlean/Baile). Al deze bestuurslagen hebben hun eigen Raad, (Council resp. Community Council). De Councils op het hoogste niveau kiezen een Convener of Provost, in de grootste steden aangeduid als de Lord Provost.

De Raadsgebieden zijn:
- Inverclyde
- Renfrewshire
- West Dunbartonshire
- East Dunbartonshire
- Glasgow
- East Renfrewshire
- North Lanarkshire
- Falkirk
- West Lothian
- Edinburgh
- Midlothian
- East Lothian
- Clackmannanshire
- Fife
- Dundee
- Angus
- Aberdeenshire
- Aberdeen
- Moray
- Highland
- Na h-Eileanan Siar (Buiten-Hebriden)
- Argyll and Bute
- Perth and Kinross
- Stirling
- North Ayrshire
- East Ayrshire
- South Ayrshire
- Dumfries and Galloway
- South Lanarkshire
- Scottish Borders
- Orkneyeilanden
- Shetlandeilanden

## Bestuurlijke indeling van Wales

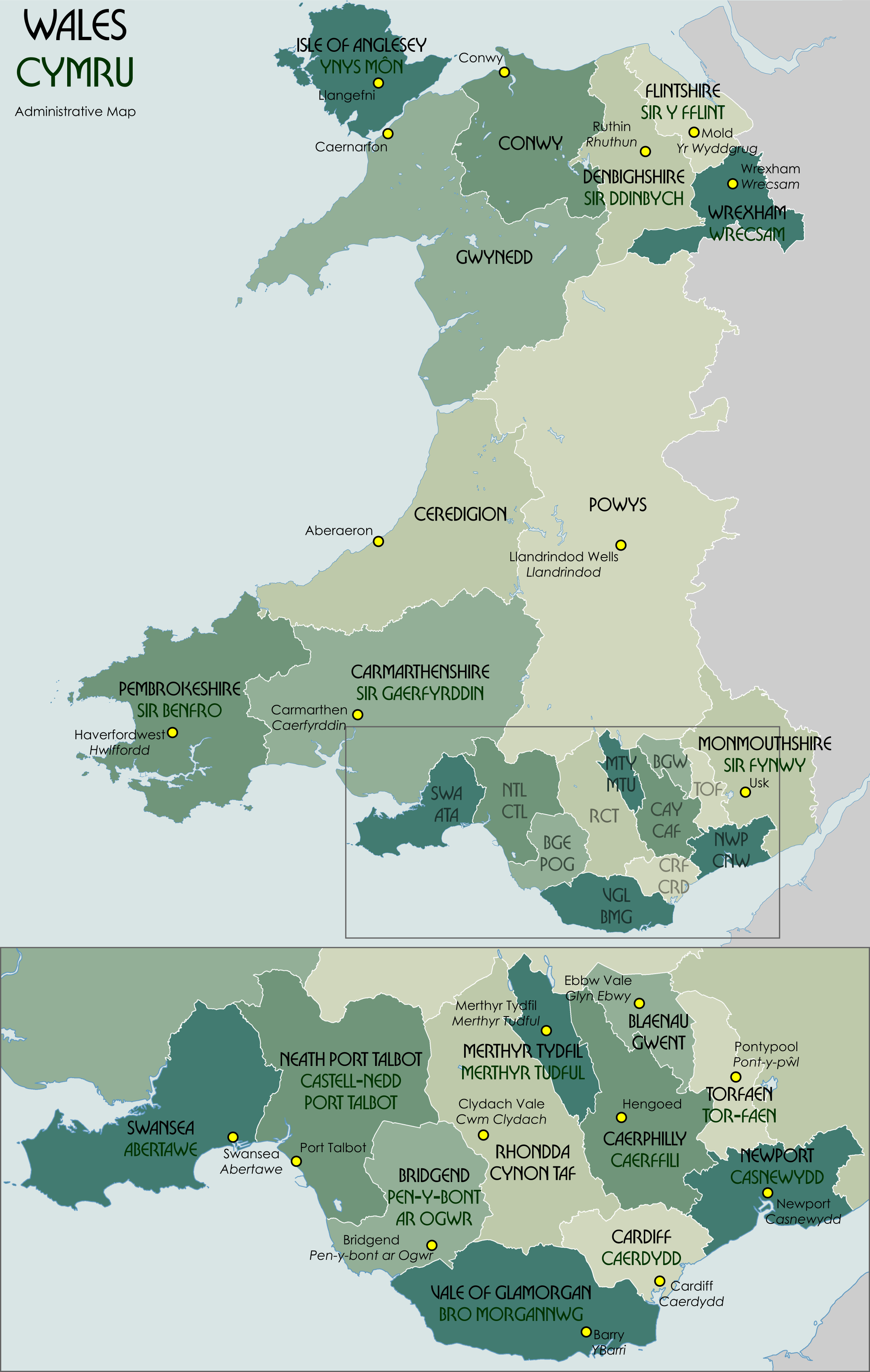
Counties en steden

De bestuurlijke indeling van Wales kent naast de Welsh overheid twee bestuurslagen. De eerste bestuurslaag betreft de Hoofdgebieden (Principal Ares), aangeduid als Graafschap (County/Sirl), Stad (City/Dinas) of Graafschappelijke Boroughs (County Borough/Bwrdeistref Sirol). Ieder hoofdgebied heeft zijn eigen Raad (Council).
Deze hoofdgebieden zijn verder ingedeeld in Gemeenschappen (Community/Cymuned).

De hoofdgebieden zijn: (Gebieden zijn graafschappen (counties), tenzij aangegeven met * (voor steden) of ** (voor county boroughs):
- Merthyr Tydfil (Merthyr Tudful) **
- Caerphilly (Caerffili) **
- Blaenau Gwent **
- Torfaen **
- Monmouthshire (Sir Fynwy)
- Newport (Casnewydd) *
- Cardiff (Caerdydd) *
- Vale of Glamorgan (Bro Morgannwg) **
- Bridgend (Pen-y-bont ar Ogwr) **
- Rhondda Cynon Taf **
- Neath Port Talbot (Castell-nedd Port Talbot) **
- Swansea (Abertawe) *
- Carmarthenshire (Sir Gaerfyrddin)
- Ceredigion
- Powys
- Wrexham (Wrecsam) **
- Flintshire (Sir y Fflint)
- Denbighshire (Sir Ddinbych)
- Conwy **
- Gwynedd
- Isle of Anglesey (Ynys Môn)
- Pembrokeshire (Sir Benfro)

## Bestuurlijke indeling van Noord-Ierland

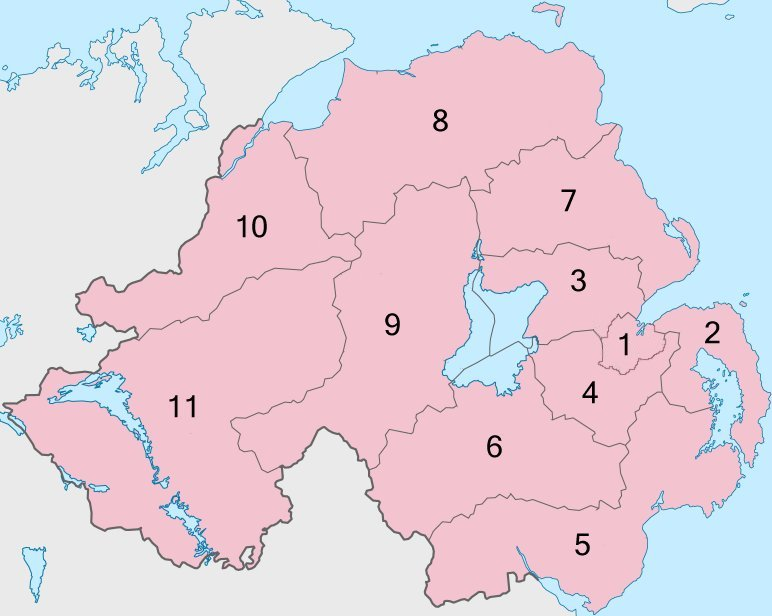
Districten

De bestuurlijke indeling van Noord-Ierland kent naast de Noord-Ierse overheid een bestuurslaag, het District (District). Ieder district heeft zijn eigen Raad (Council).

De districten zijn:
| District                        | Zetel                                | Bevolking (2017) | № op de map |
| ------------------------------- | ------------------------------------ | ---------------- | ----------- |
| Antrim and Newtownabbey         | Newtownabbey en Antrim (afwisselend) | 141.700          | 3           |
| Ards and North Down             | Bangor                               | 160.100          | 2           |
| Armagh, Banbridge and Craigavon | Craigavon                            | 211.900          | 6           |
| Belfast                         | Belfast                              | 340.200          | 1           |
| Causeway Coast and Glens        | Coleraine                            | 143.900          | 8           |
| Derry and Strabane              | Derry                                | 150.500          | 10          |
| Fermanagh and Omagh             | Omagh en Enniskillen                 | 116.300          | 11          |
| Lisburn and Castlereagh         | Lisburn                              | 142.600          | 4           |
| Mid and East Antrim             | Ballymena                            | 138.200          | 7           |
| Mid Ulster                      | Dungannon                            | 146.400          | 9           |
| Newry, Mourne and Down          | Downpatrick en Newry                 | 179.000          | 5           |

Van 1973 tot 1 april 2015 waren er meer en kleinere districten, deze 26 districten waren:
- Antrim
- Ards
- Armagh
- Ballymena
- Ballymoney
- Banbridge
- Belfast
- Carrickfergus
- Castlereagh

- Coleraine
- Cookstown
- Craigavon
- Derry (Londonderry)
- Down
- Dungannon en South Tyrone
- Fermanagh
- Larne
- Limavady

- Lisburn
- Magherafelt
- Moyle
- Newry and Mourne
- Newtownabbey
- North Down
- Omagh
- Strabane